# Dulichia wolffi
Dulichia wolffi is een vlokreeftensoort uit de familie van de Dulichiidae. De wetenschappelijke naam van de soort is voor het eerst geldig gepubliceerd in 1977 door Laubitz.